# Hastings

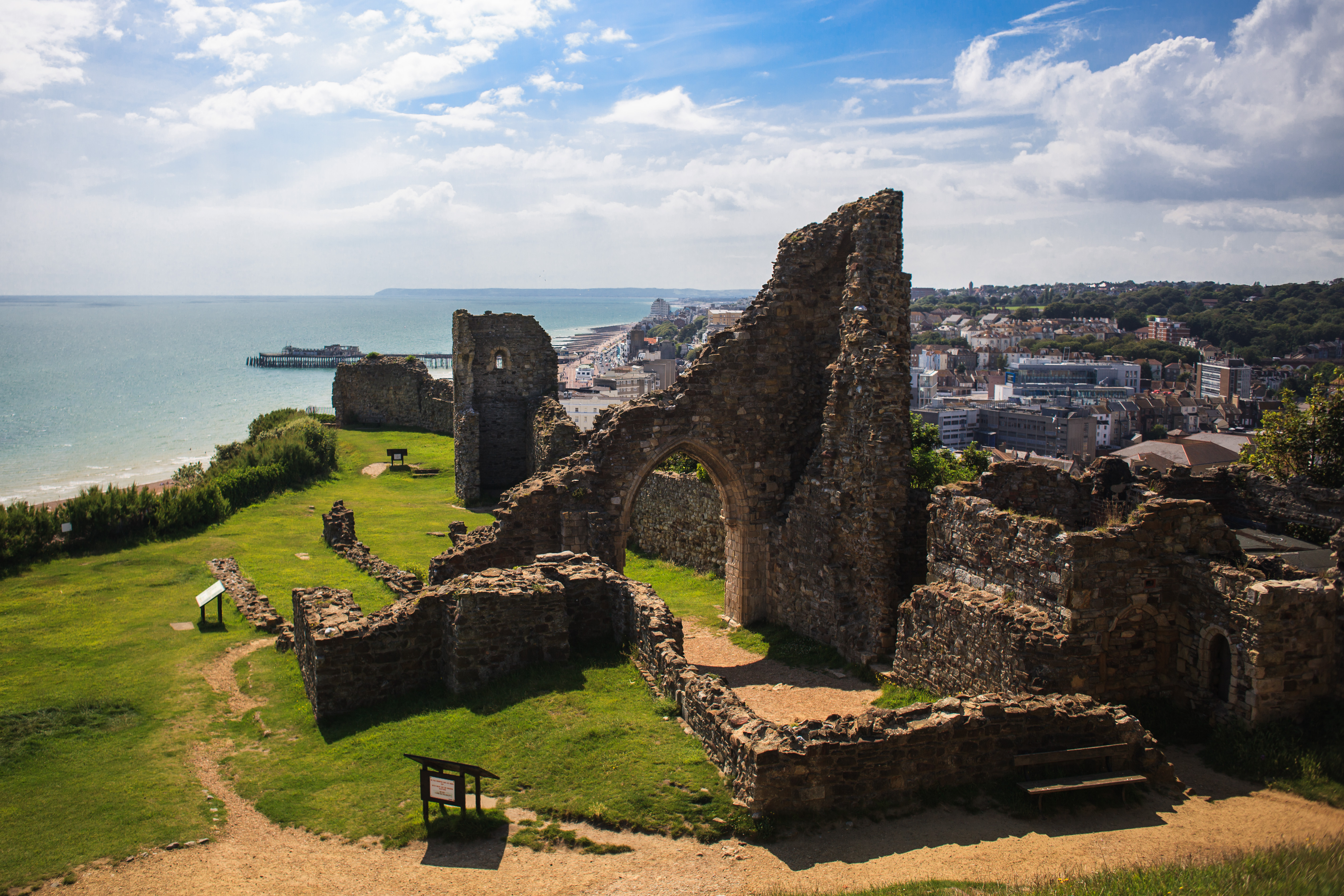
Zamek Hastings

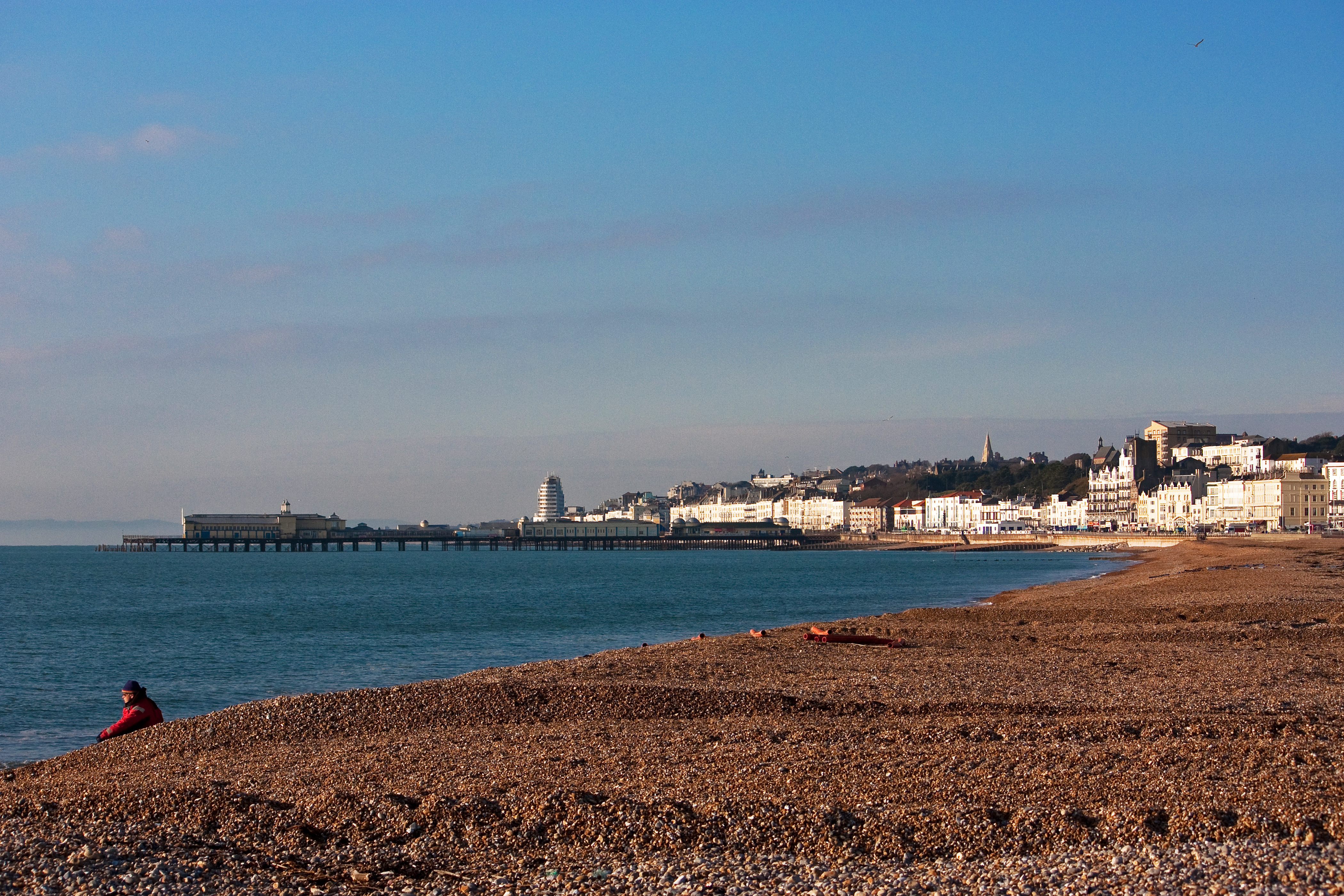
Plaże Hastings

Hastings – miasto portowe i dystrykt o statusie borough w hrabstwie East Sussex, w południowo-wschodniej Anglii. Ma powierzchnię 29,72 km², leży nad kanałem La Manche i graniczy z dystryktem Rother w hrabstwie East Sussex. W 2021 miasto liczyło 91 410 mieszkańców.

## Historia
W pobliżu miejsce bitwy, która rozegrała się 14 października 1066 pomiędzy inwazyjnymi wojskami Normanów Wilhelma Zdobywcy, a pospolitym ruszeniem anglosaskim króla Harolda II, wygrana przez wojska Wilhelma Zdobywcy. Owa bitwa przypieczętowała ostatnią spośród zakończonych sukcesem prób podboju Brytanii.
W średniowieczu miasto należało do związku miast portowych tzw. Cinque Ports.
W XIX i w pierwszej połowie XX wieku ważny ośrodek turystyczny, znany kurort nadmorski, w którym mieszkańcy Londynu i środkowej Anglii chętnie spędzali wakacje. Obecnie miasto podupadło z powodu wzrostu popularności turystyki zagranicznej wśród Anglików. Jest to jeden z najsłabszych ekonomicznie rejonów w południowo-wschodniej Anglii.
W Hastings żył i pochowany został Sergiusz Piasecki – polski pisarz, publicysta polityczny, oficer wywiadu, żołnierz Armii Krajowej.

## Atrakcje
Na jednym z okolicznych wzgórz znajduje się górujący nad miastem unikatowy XI-wieczny zamek pamiętający czasy Wilhelma Zdobywcy. Ponadto w mieście znajdują się Hastings Museum Old Town Hall and Art Gallery, Hastings Fishermen’s Museum, Shipwreck Museum oraz wybudowana w 2012 roku Jerwood Gallery.
W mieście znajduje się jeden z kampusów University of Brighton, a także Sussex Coast College Hastings.
W Hastings corocznie rozgrywany jest najstarszy na świecie cykliczny turniej szachowy (po raz pierwszy zorganizowany na przełomie 1920 i 1921 roku).

## Podział administracyjny
Hastings dzieli się na 16 okręgów wyborczych:
| - Ashdown - Baird - Braybrooke - Castle - Central St Leonards - Conquest - Gensing - Hollington | - Maze Hill - Old Hastings - Ore - Silverhill - St Helens - Tressell - West St Leonards - Wishing Tree |

## Demografia
W 2011 roku Hastings miało 90 254 mieszkańców. Zgodnie ze spisem powszechnym z 2011 roku miasto zamieszkiwało 512 osób urodzonych w Polsce.
Podział mieszkańców według grup etnicznych na podstawie spisu powszechnego z 2011 roku.

Hastings Old Town

| - Biali Brytyjczycy: 80 624 (89,3%) - Biali Irlandczycy: 702 (0,8%) - Irish Travellers: 150 (0,2%) - Pozostali biali: 3155 (3,5%) - Mieszani Karaibowie: 595 (0,7%) - Mieszani Afrykanie: 277 (0,3%) - Mieszani Azjaci: 585 (0,6%) - Pozostali mieszani: 491 (0,5%) - Hindusi: 487 (0,5%) | - Pakistańczycy: 78 (0,1%) - Banglijczycy: 276 (0,3%) - Chińczycy: 366 (0,4%) - Pozostali Azjaci: 919 (1,0%) - Czarni Afrykanie: 639 (0,7%) - Czarni Karaibowie: 303 (0,3%) - Pozostali czarni: 123 (0,1%) - Arabowie: 161 (0,2%) - Pozostałe grupy etniczne: 323 (0,4%) |

Podział mieszkańców według wyznania na podstawie spisu powszechnego z 2011 roku.
- Chrześcijaństwo – 51,9%
- Islam – 1,3%
- Hinduizm – 0,5%
- Judaizm – 0,2%
- Buddyzm – 0,5%
- Sikhizm – 0,0%
- Pozostałe religie – 0,7%
- Bez religii – 36,6%
- Nie podana religia – 8,3%

## Gospodarka
W mieście rozwinął się przemysł spożywczy, drzewny, włókienniczy oraz nawozów sztucznych.

## Transport

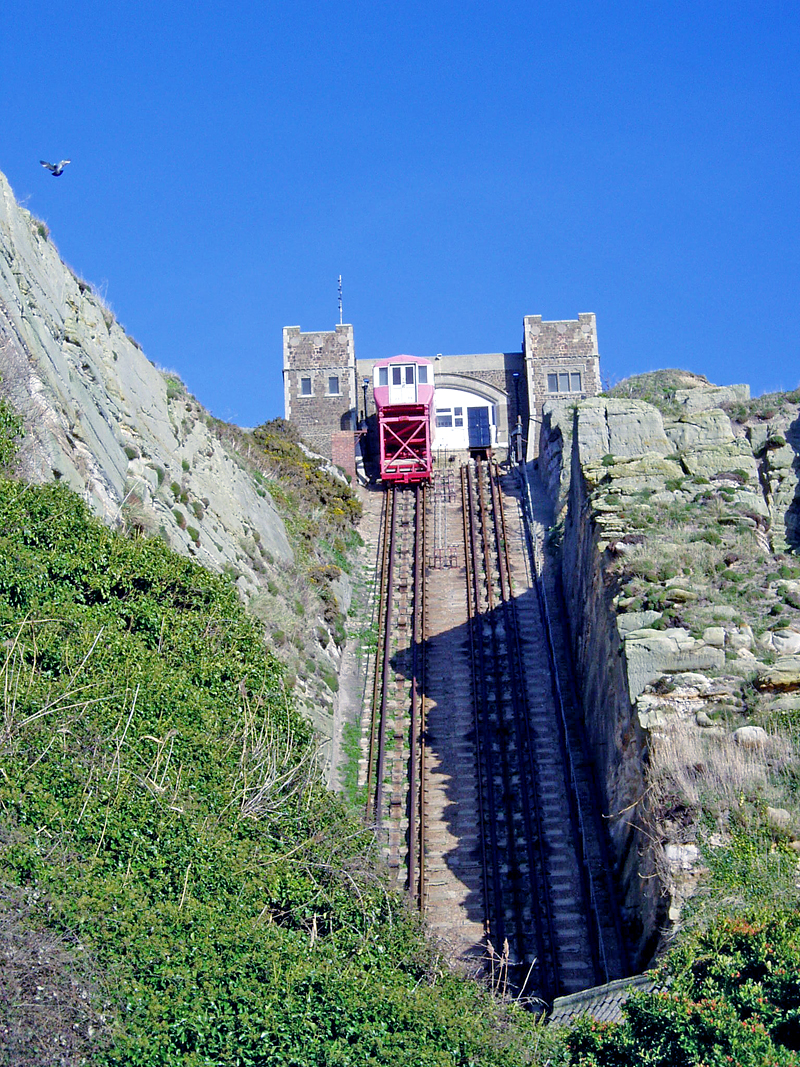
East Hill Cliff Railway

Na terenie miasta znajdują się następujące stacje kolejowe:
- Hastings
- Ore
- St Leonards Warrior Square
- West St Leonards

Na okoliczne klify wjeżdżają kolejki West Hill Cliff Railway o długości 150 metrów oraz East Hill Cliff Railway o długości 81 metrów.
W mieście swój początek ma droga A21 prowadząca do centrum Londynu, a także A28 przechodząca przez Ashford oraz Canterbury i kończąca się w Margate. Ponadto przez miasto przechodzi droga A259 biegnąca wzdłuż kanału La Manche łącząca Folkestone z Emsworth.

## Współpraca
Miejscowości partnerskie:
- Béthune, Francja
- Dordrecht, Niderlandy
- Oudenaarde, Belgia
- Schwerte, Niemcy